# USS Crouter (DE-11)
USS Crouter (BDE-11/DE-11) là một tàu hộ tống khu trục lớp Evarts được Hải quân Hoa Kỳ chế tạo trong Chiến tranh Thế giới thứ hai. Nó là chiếc tàu chiến duy nhất của Hải quân Mỹ được đặt theo tên Trung tá Hải quân Mark Hanna Crouter (1897-1942), Hạm phó tàu tuần dương hạng nặng San Francisco (CA-38), đã tử trận trong trận Hải chiến Guadalcanal và được trao tặng Huân chương Chữ thập Hải quân. Nó đã phục vụ cho đến khi chiến tranh kết thúc, xuất biên chế vào ngày 30 tháng 11 năm 1945 và xóa đăng bạ vào ngày 19 tháng 12 năm 1945. Con tàu bị bán để tháo dỡ vào ngày 25 tháng 11 năm 1946. Crouter được tặng thưởng một Ngôi sao Chiến trận do thành tích phục vụ trong Thế Chiến II.

## Thiết kế và chế tạo
Những chiếc thuộc lớp tàu khu trục Evarts có chiều dài chung 289 ft 5 in (88,21 m), mạn tàu rộng 35 ft 1 in (10,69 m) và độ sâu mớn nước khi đầy tải là 8 ft 3 in (2,51 m). Chúng có trọng lượng choán nước tiêu chuẩn 1.140 tấn Anh (1.160 t); và lên đến 1.430 tấn Anh (1.450 t) khi đầy tải. Hệ thống động lực bao gồm bốn động cơ diesel General Motors Kiểu 16-278A nối với bốn máy phát điện để vận hành hai trục chân vịt; công suất 6.000 hp (4.500 kW) cho phép đạt được tốc độ tối đa 21 kn (24 mph; 39 km/h), và có dự trữ hành trình 4.150 nmi (4.780 mi; 7.690 km) khi di chuyển ở vận tốc đường trường 12 kn (14 mph; 22 km/h).
Vũ khí trang bị bao gồm ba pháo 3 in (76 mm)/50 cal trên tháp pháo nòng đơn có thể đối hạm hoặc phòng không, một khẩu đội 1,1 inch/75 caliber bốn nòng và chín pháo phòng không Oerlikon 20 mm. Vũ khí chống ngầm bao gồm một dàn súng cối chống tàu ngầm Hedgehog Mk. 10 (có 24 nòng và mang theo 144 quả đạn); hai đường ray Mk. 9 và tám máy phóng K3 Mk. 6 để thả mìn sâu.
Nguyên được dự định chuyển giao cho Hải quân Hoàng gia Anh, Crouter được đặt lườn như là chiếc BDE-11 tại Xưởng hải quân Boston ở Boston, Massachusetts vào ngày 8 tháng 2 năm 1942. Tuy nhiên kế hoạch chuyển giao bị hủy bỏ, và nó được hạ thủy vào ngày 26 tháng 1 năm 1943; được đỡ đầu bởi bà Mark H. Crouter, vợ góa Trung tá Crouter, và nhập biên chế cùng Hải quân Hoa Kỳ vào ngày 25 tháng 5 năm 1943 dưới quyền chỉ huy của Hạm trưởng, Đại úy Hải quân J. E. Johansen.

## Lịch sử hoạt động
Khởi hành từ Boston vào ngày 24 tháng 7, 1943, Crouter hướng sang khu vực Thái Bình Dương, đi đến Nouméa, New Caledonia vào ngày 3 tháng 9. Sau khi phục vụ hộ tống cho nhiều đoàn tàu vận tải đi đến Efate và Espiritu Santo thuộc New Hebrides và đến Viti Levu thuộc quần đảo Fiji, nó chuyển sang hộ tống các đoàn tàu tiếp liệu đi lại giữa Nouméa và Port Purvis tại đảo Florida thuộc quần đảo Solomon, giúp củng cố việc phòng thủ khu vực này cho đến ngày 31 tháng 3, 1944.
Sau khi quay trở về vùng bờ Tây để được đại tu, từ ngày 14 tháng 6 đến ngày 3 tháng 7, 1944, Crouter hộ tống một đoàn tàu vận tải đi từ Trân Châu Cảng, Hawaii đến Eniwetok. Nó quay trở lại Trân Châu Cảng để thực hành huấn luyện cùng tàu ngầm, và vào ngày 15 tháng 7 đã cứu vớt chín người sống sót từ một thủy phi cơ PBY Catalina gặp tai nạn rơi xuống biển. Nó rời Trân Châu Cảng vào ngày 3 tháng 8 để hoạt động cùng tàu ngầm tại Majuro từ ngày 13 tháng 8 đến ngày 24 tháng 10, rồi đi đến Eniwetok vào ngày 26 tháng 10 để hoạt động hộ tống cho các đoàn tàu vận tải đi lại giữa Eniwetok đến Ulithi, Kossol Roads và Saipan cho đến ngày 15 tháng 3, 1945.
Đi đến vịnh San Pedro, Leyte thuộc quần đảo Philippine, Crouter tham gia thành phần hộ tống cho một đoàn tàu hướng sang Okinawa, và đến nơi vào ngày 1 tháng 4, 1945, đúng ngày mở màn cuộc tấn công đổ bộ lên hòn đảo này. Con tàu tiếp tục hoạt động tuần tra ngoài khơi Okinawa, gia nhập một đội tìm-diệt tàu ngầm từ ngày 19 đến ngày 28 tháng 4; ngoài ra hoạt động phòng không của nó cũng đã bắn rơi hai máy bay tấn công tự sát Kamikaze. 
Crouter đi đến Guam vào ngày 21 tháng 5, 1945 để hoạt động huấn luyện tàu ngầm cho đến khi chiến tranh kết thúc, và ở lại đây cho đến ngày 18 tháng 9. Nó lên đường quay trở về Hoa Kỳ, và về đến San Pedro, California vào ngày 5 tháng 10. Nó được cho xuất biên chế vào ngày 30 tháng 11, 1945, và bị bán để tháo dỡ vào ngày 25 tháng 11, 1946.

## Phần thưởng[2]
|  |             |  |
|  | Bronze star |  |

| Dãi băng Hoạt động Tác chiến (truy tặng) |                                                                         |                                                                         |                                      |
| Huân chương Chiến dịch Hoa Kỳ            | Huân chương Chiến dịch Châu Á-Thái Bình Dương với 1 Ngôi sao Chiến trận | Huân chương Chiến dịch Châu Á-Thái Bình Dương với 1 Ngôi sao Chiến trận | Huân chương Chiến thắng Thế Chiến II |